# アルミランテ・クレメンテ級駆逐艦
アルミランテ・クレメンテ級駆逐艦（スペイン語: Destructores Clase Almirante Clemente）は、ベネズエラ海軍の駆逐艦の艦級（後にフリゲートに類別変更）。1953年に6隻がイタリアに発注され、1956年より順次に竣工した。インドネシア海軍も2隻を購入し、1956年に就役させたほか、ポルトガル海軍も装備を削減した派生型1隻を就役させた。

## 設計
船体構造は軽量型で、広範にアルミニウム合金が導入された。ただしこのため脆弱となり、多くの問題に悩まされた。なお居住区および指揮統制区画には空調が施されていた。減揺装置として、デニー・ブラウン社製のフィンスタビライザーが設置されていた。
機関にはギアード・タービン方式が採用されており、フォスター・ホイーラー式ボイラー2缶と蒸気タービン2基をくみあわせてスクリュープロペラ2軸を駆動し、34ノットを発揮した。その後、1984年から1985年にかけて、イタリアのCNRジェノヴァ造船所で主機の換装工事が行われ、GMT 16-645 E7CAディーゼルエンジン2基が搭載された。

## 装備
艦砲としては全自動式の45口径10.2cm連装高角砲（QF 4インチ砲Mk.XVI）が搭載され、レーダー照準に対応していた。対空兵器としては60口径40mm連装機銃2基と80口径20mm単装機銃8基が搭載された。
その後、近代化改装が行われた。まず1962年、「アルミランテ・ガルシア」「アルミランテ・ブリオン」「ヘネラル・アウストリア」を対象として、防空・対潜戦能力を強化する改修が行われ、20mm機銃を撤去して対潜迫撃砲が搭載された。
また「アルミランテ・クレメンテ」「ヘネラル・モラン」は、1968年から1975年にかけて、より広範な改修を受けた。102mm砲のかわりに62口径76mm単装速射砲（76mmコンパット砲）を搭載し、射撃指揮装置はRTN-10X追尾レーダーを備えたNA-10に更新され、捜索レーダーもAWS-2に換装された。またソナーもプレッシーMS-26に換装され、対潜兵器も324mm3連装魚雷発射管に変更された。

### 兵装・電装諸元表
|          | 「アルミランテ・クレメンテ」 | 「アルミランテ・クレメンテ」 | 「イマーム・ボンジョル」   | 「ペドロ・エスコバル」 | 「ペドロ・エスコバル」    |
| 竣工時   | 改修後                       | 竣工時                       | 「イマーム・ボンジョル」   | 改修後                 |                           |
| -------- | ---------------------------- | ---------------------------- | -------------------------- | ---------------------- | ------------------------- |
| 兵装     | 45口径10.2cm連装高角砲×2基   | 62口径76mm単装速射砲×2基     | 45口径10.2cm連装高角砲×2基 | 50口径7.6cm単装砲×2基  | 50口径7.6cm連装速射砲×2基 |
| 兵装     | 60口径40mm連装機銃×2基       | 70口径40mm連装機銃×1基       | 30mm連装機銃×2基           | 40mm連装機銃×1基       | 50口径7.6cm連装速射砲×2基 |
| 兵装     | 80口径20mm単装機銃×8基       | 20mm連装機銃×3基             | －                         | 40mm連装機銃×1基       | 50口径7.6cm連装速射砲×2基 |
| 兵装     | ヘッジホッグ対潜迫撃砲×2基   | 324mm3連装魚雷発射管×2基     | ヘッジホッグ対潜迫撃砲×2基 | －                     | スキッド対潜迫撃砲×2基    |
| 兵装     | 爆雷投射機×4基               | 324mm3連装魚雷発射管×2基     | 爆雷投射機×4基             | －                     | スキッド対潜迫撃砲×2基    |
| 兵装     | 爆雷投下軌条×2条             | 324mm3連装魚雷発射管×2基     | 爆雷投射機×4基             | －                     | スキッド対潜迫撃砲×2基    |
| 兵装     | 533mm3連装魚雷発射管×1基     | 324mm3連装魚雷発射管×2基     | 533mm3連装魚雷発射管×1基   | －                     | 324mm3連装魚雷発射管×2基  |
| レーダー | MLA-1                        | AWS-2 → AWS-4                | MLA-1                      | MLA-1                  | MLA-1                     |

## 同型艦一覧
| 運用者       | #           | 艦名                                            | 造船所     | 起工           | 竣工          | 退役   |
| ------------ | ----------- | ----------------------------------------------- | ---------- | -------------- | ------------- | ------ |
| ベネズエラ   | D→F12 →GC11 | アルミランテ・クレメンテ ARV Almirante Clemente | アンサルド | 1954年5月5日   | 1956年        | 2011年 |
| ベネズエラ   | D→F22 →GC12 | ヘネラル・モラン ARV General Moran              | アンサルド | 1954年5月5日   | 1956年        | 2009年 |
| ベネズエラ   | D→F13       | ヘネラル・フローレス ARV General Flores         | アンサルド | 1954年5月5日   | 1956年        | 1978年 |
| ベネズエラ   | D→F23       | アルミランテ・ブリオン ARV Almirante Brión      | アンサルド | 1954年12月12日 | 1957年        | 1978年 |
| ベネズエラ   | D→F32       | ヘネラル・アウストリア ARV General Austria      | アンサルド | 1954年12月12日 | 1957年        | 1976年 |
| ベネズエラ   | D→F33       | アルミランテ・ガルシア ARV Almirante García     | アンサルド | 1954年12月12日 | 1957年        | 1977年 |
| インドネシア | 250         | イマーム・ボンジョル KRI Imam Bonjol            | アンサルド | 1956年1月8日   | 1958年5月19日 | 1978年 |
| インドネシア | 251         | スーラパティ KRI Surapati                       | アンサルド | 1956年1月8日   | 1958年5月28日 | 1978年 |
| ポルトガル   | F335        | ペドロ・エスコバル NRP Pedro Escobar            | アンサルド | 1955年1月7日   | 1957年7月     | 1975年 |